# Autodomesticación

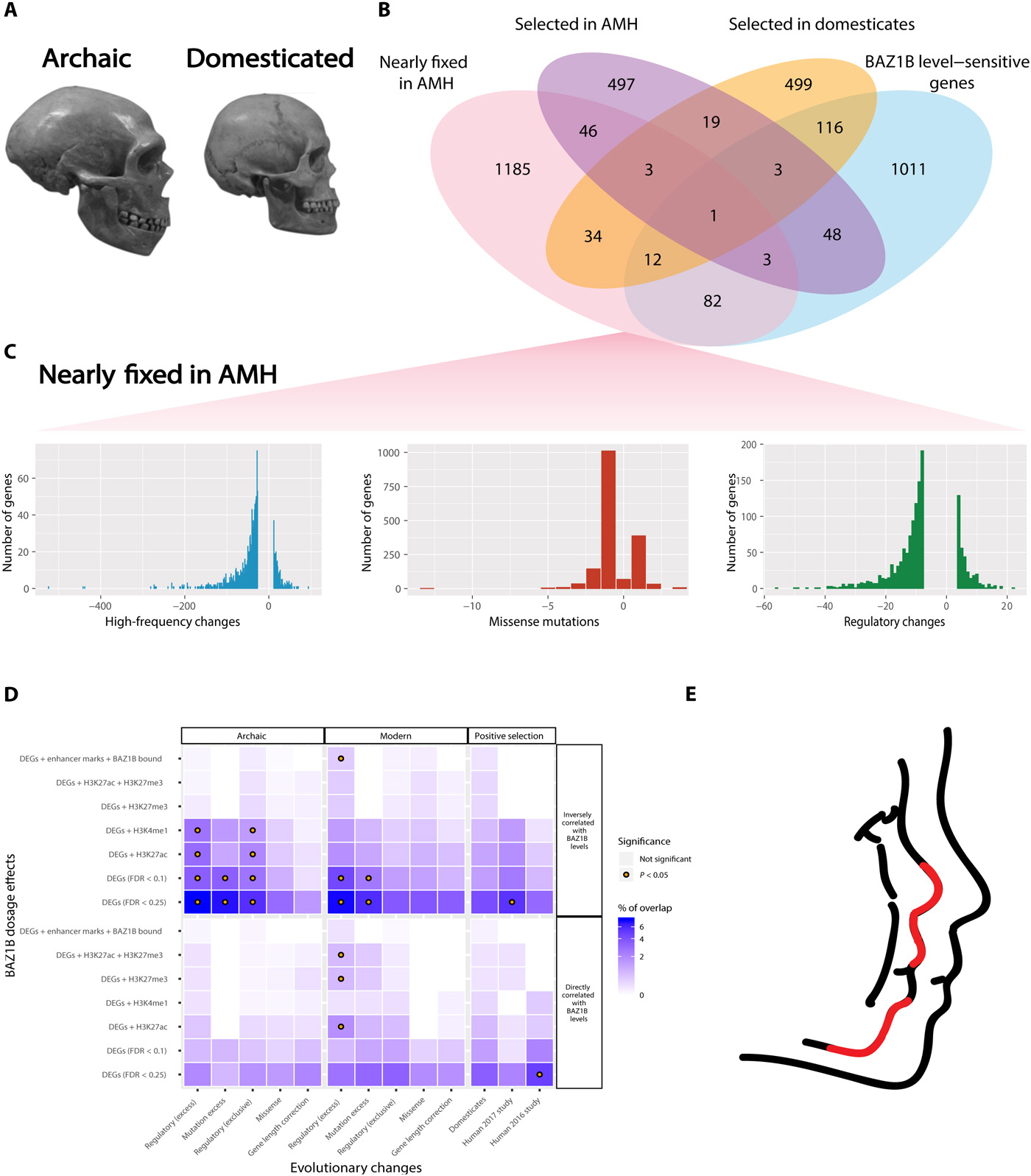
Experimento realizado por la Universidad de Barcelona para demostrar la hipótesis de la autodomesticación.

La autodomesticación es una hipótesis científica que plantea que, al igual que en los animales domesticados, ha existido un proceso de selección artificial de los miembros de la especie humana realizada por sí misma. De esta forma, durante el proceso de hominización se habría mostrado preferencia por individuos con comportamientos colaborativos y sociales como una forma de optimizar el beneficio de todo el grupo: la docilidad, el lenguaje y la inteligencia emocional se habrían potenciado durante este proceso de selección artificial. Se plantea la hipótesis de que esto es lo que diferenció al Homo sapiens del H. neanderthalensis y del H. erectus.

## Origen y estado de la hipótesis
En general los animales domesticados poseen características comunes que los diferencia de sus homólogos no domesticados (por ejemplo, a los canis familiaris de sus parientes los canis lupus, entre otros muchos casos): suelen ser más dóciles y juguetones, se comportan de una manera menos agresiva y presentan una marcada neotenia que muchas veces se traduce en un cuerpo más pequeño, un cerebro y cráneo ligeramente inferior, así como dientes y hocico más cortos.
Uno de los primeros en constatar científicamente que los seres humanos presentan rasgos similares a estos sería el naturalista, antropólogo y médico Johann Friedrich Blumenbach en torno a 1800. El autor de la tesis De generis humani varietate nativa (Sobre las diferencias naturales en el linaje humano por su traducción al español) propondría en consecuencia la hipótesis de que el ser humano podría haber sido domesticado. 
Unos años después Charles Darwin abordó el tema bajo el prisma de la teoría de la evolución, dentro de la cual ya había contemplado el propio proceso de la selección artificial en animales. Al no poder explicar el concepto de domesticación humana desde una visión exclusivamente científica (a la pregunta de quién ha domesticado a los humanos solo se podía responder en términos religiosos o teístas) acabó por descartar la hipótesis.
Sin embargo, los estudios de Dimitri Beliáyev en el siglo XX serían claves para aportar luz al planteamiento: el trabajo sobre el zorro plateado demostraría que en el proceso de domesticación animal se producían cambios simultáneos en el comportamiento (se observó menores índices de adrenalina) y en el pelaje (alteraciones de la pigmentación): la adrenalina podría compartir un mismo camino bioquímico con la melanina, camino que sería alterado durante el proceso de selección artificial.
En el año 2014 los científicos Adam Wilkins (de la Universidad Humboldt, de Berlín), Richard Wrangham (de la Universidad de Harvard, en Massachusetts) y Tecumseh Fitch (de la Universidad de Viena) propusieron que el origen común de estos cambios estaba en las células de la cresta neural, unas células madre exclusivas de los vertebrados que migran durante la fase embrionaria a diferentes partes del cuerpo dando lugar a las glándulas suprarrenales (encargadas de gestionar la respuesta al miedo y al estrés a través de la producción de adrenalina), los melanocitos (encargados de producir la melanina de la piel o pelaje) y las mandíbulas, de forma simultánea. El déficit de estas células explicaría las características comunes de todos los animales domesticados: mansedumbre, reducción craneal y mandibular, y alteraciones en la pigmentación.
De los tres miembros del equipo investigador, será el primatólogo Richard Wrangham quien traslade estos resultados a los humanos sosteniendo que éstos se han "domesticado" a sí mismos mediante un proceso de autoselección (propuesta que recogerá en La paradoja de la bondad: la extraña relación entre virtud y violencia en la evolución humana).

En julio de 2019 un equipo del Instituto de las Ciencias del Mar de Barcelona consiguió describir, a través de la metilación de ciertos genes del ADN, los cambios epigenéticos y genéticos a través de los cuales se reducían las células de la cresta neural. Posteriormente, otro equipo investigador de la Universidad de Barcelona, descubrió que el gen BAZ1B controla el comportamiento de las células de la cresta neural. Comparando con el genoma de neanderthales, BAZ1B se relaciona además con genes que presentan muchas mutaciones que no tienen los genes homólogos de nuestros pasados hominina. Afirma Cedric Boeckx, uno de los investigadores de este estudio:
«Consideramos que esto significa que la red genética de BAZ1B es una razón importante por la que nuestra cara es distinta comparada con la de otros antepasados ya extinguidos, como los neandertales [...]. A grandes rasgos, nos da, por primera vez, la validación experimental de la hipótesis de la autodomesticación basada en la cresta neural».